# Боніген
Боніген (нім. Bönigen) — громада  в Швейцарії в кантоні Берн, адміністративний округ Інтерлакен-Обергаслі.

## Географія
Громада розташована на відстані близько 45 км на південний схід від Берна.
Боніген має площу 15,1 км², з яких на 6,2% дозволяється будівництво (житлове та будівництво доріг), 16,4% використовуються в сільськогосподарських цілях, 57,5% зайнято лісами, 19,8% не є продуктивними (річки, льодовики або гори).

## Демографія
2019 року в громаді мешкало 2528 осіб (+3,4% порівняно з 2010 роком), іноземців було 9,6%. Густота населення становила 167 осіб/км².
За віковим діапазоном населення розподілялося таким чином: 19,3% — особи молодші 20 років, 57,1% — особи у віці 20—64 років, 23,6% — особи у віці 65 років та старші. Було 1170 помешкань (у середньому 2,1 особи в помешканні).
Із загальної кількості 768 працюючих 29 було зайнятих в первинному секторі, 443 — в обробній промисловості, 296 — в галузі послуг.